# 波兰 (多尔多涅省)
波兰（法語：Paulin，法語發音：[polɛ̃]）是法国多尔多涅省的一个市镇，位于该省东部，属于萨拉拉卡内达区。

## 地理
波兰（45°0'7"N, 1°20'51"E）面积11.43 平方千米，位于法国新阿基坦大区多爾多涅省，该省份为法国西南部内陆省份，是法國本土面积第三大的省，大致对应佩里戈尔地区，北起顺时针与夏朗德省、上维埃纳省、科雷兹省、洛特省、洛特-加龙省、吉倫特省和滨海夏朗德省接壤。
与波兰接壤的市镇（或旧市镇、城区）包括：雅亚克、萨利尼亚克-埃维格、阿尔希尼亚克、博雷兹、圣热涅斯。

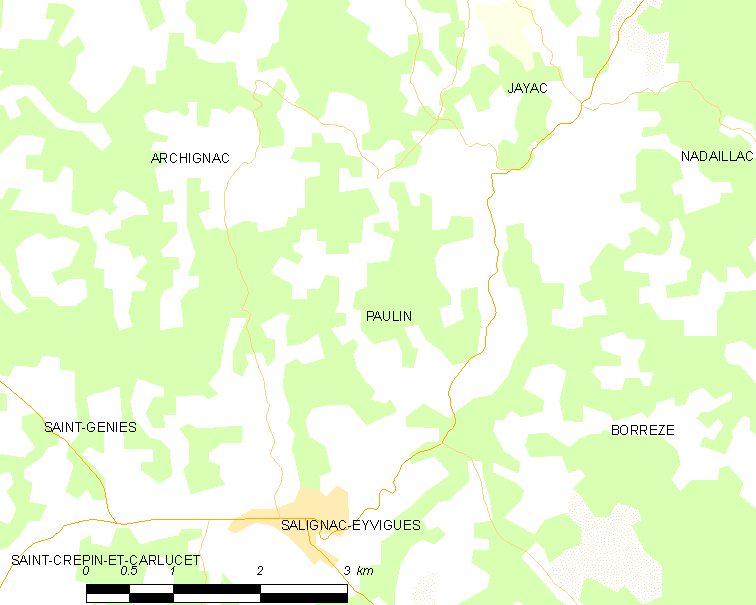
的OSM定位图

波兰的时区为UTC+01:00、UTC+02:00（夏令时）。

## 行政
波兰的邮政编码为24590，INSEE市镇编码为24317。

## 政治
波兰所属的省级选区为泰拉松-拉维勒迪约县。

## 人口

1962-2008年间人口变化图示

波兰于2022年1月1日时的人口数量为245人。